# Will Gluck
Will Gluck is een Amerikaans filmregisseur en scenarioschrijver.
Hij regisseerde de films Fired Up uit 2009, Easy A uit 2010, Friends with Benefits uit 2011 en Annie uit 2014.
Voor de televisie bedacht hij de serie Michael J. Fox Show.

## Filmografie

### Films
| Jaar | Film                        | Bijdragen | Bijdragen | Bijdragen | Opmerkingen                |
| Jaar | Film                        | Regie     | Productie | Scenario  | Opmerkingen                |
| ---- | --------------------------- | --------- | --------- | --------- | -------------------------- |
| 2009 | Fired Up                    | Afgevinkt |           |           |                            |
| 2010 | Easy A                      | Afgevinkt | Afgevinkt |           |                            |
| 2011 | Friends with Benefits       | Afgevinkt | Afgevinkt | Afgevinkt |                            |
| 2014 | About Last Night            |           | Afgevinkt |           |                            |
| 2014 | Annie                       | Afgevinkt | Afgevinkt | Afgevinkt | Alsook muziek en componist |
| 2018 | Peter Rabbit                | Afgevinkt | Afgevinkt | Afgevinkt |                            |
| 2021 | Peter Rabbit 2: The Runaway | Afgevinkt | Afgevinkt | Afgevinkt |                            |
| 2023 | Anyone but You              | Afgevinkt | Afgevinkt | Afgevinkt |                            |

### Televisie
- Grosse Pointe (2000–2001)
- Andy Richter Controls the Universe (2001–2002)
- Luis (2003–2004)
- The Loop (2006–2007)
- Michael J. Fox Show (2013–2014)
- The McCarthys (2014–2015)
- Moonbeam City (2015)
- Angry Angel (2017)
- Encore! (2019–2020)
- Woke (2020–2022)
- Sneakerheads (2020)
- Chicago Party Aunt (2021–2022)

- Bibsys: 12018753
- Biblioteca Nacional de España: XX5404033
- Bibliothèque nationale de France: cb16580322n (data)
- Gemeinsame Normdatei: 1013193121
- International Standard Name Identifier: 0000 0003 6563 850X
- Library of Congress Control Number: no2010204137
- Nationale Bibliotheek van Tsjechië: xx0155238
- Nationale Bibliotheek van Israël: 987007328283605171
- Nederlandse Thesaurus van Auteursnamen: 337120404
- Système universitaire de documentation: 158092422
- Virtual International Authority File: 232750195